# Eupithecia provincialis
Eupithecia provincialis là một loài bướm đêm trong họ Geometridae.